# Независима Македония (1932, варненски вестник)
Вижте пояснителната страница за други значения на Независима Македония.
„Независима Македония“ с подзаглавие Периодичен лист е български вестник, излизал във Варна, България, в 1932 година.
Издание е на редакционен комитет. Печата се в печатница „Новини“. Запазен е първи брой от 19 януари 1932 г. Вестникът подкрепя михайловисткото крило на ВМРО.